# Sébastien Bonetti
Pour les articles homonymes, voir Bonetti.
Pas d'image ? Cliquez ici

a Compétitions nationales et continentales officielles uniquement.

b Matchs officiels uniquement.
Dernière mise à jour le 21 janvier 2021.
Sébastien Bonetti, né le 22 septembre 1977 à Bergerac, est un joueur français de rugby à XV qui évolue au poste de trois-quarts centre ou d'arrière. Il connaît trois sélections avec l'équipe de France en 2001.

## Biographie
Sébastien Bonetti débute le rugby à l'AS Eymet, avant de rejoindre l'US Marmande en Juniors Crabos en 1994. Il s'engage au Biarritz olympique la saison suivante, où il remporte la coupe de France en 2000. Il s'engage à Béziers en 2001 puis à Agen deux saisons plus tard et à Brive en 2005. Après une saison à Limoges, il termine sa carrière à Tulle en Fédérale 2 et 3.
dispute 40 matchs en compétitions européennes, dont 18 en coupe d'Europe de rugby à XV avec le Biarritz olympique, l'AS Béziers et le SU Agen, et six en challenge européen avec le Biarritz olympique, l'AS Béziers, le SU Agen et le CA Brive.
Il dispute son premier test match le 3 mars 2001 contre l'Italie pour le Tournoi des Six Nations, et son dernier test match contre les All Blacks, le 30 juin 2001.

## Palmarès

### Avec le Biarritz olympique
- Coupe de France :
  - Vainqueur (1) : 2000.

## Statistiques en équipe nationale
- 3 sélections
- 10 points (2 essais)
- 5 sélections en équipe de France A en 2001-2002 (Italie A, Pays de Galles A, Angleterre A, Australie A à deux reprises)
- Barbarians français : 2 sélections en 2003 et 2004.